# 第14回日本レコード大賞
第14回日本レコード大賞は、1972年（昭和47年）12月31日に帝国劇場で行われた、14回目の『日本レコード大賞』である。

## 概要
第14回の大賞は、ちあきなおみの「喝采」に決定した。ちあきなおみは初の受賞。この年は、上半期の大ヒット曲で日本歌謡大賞を受賞した小柳ルミ子の「瀬戸の花嫁」が大賞の大本命だったが、9月10日に発売されたちあきなおみの「喝采」が大賞候補に急浮上。2曲がデッドヒートを繰り広げる形となり、両曲が歌唱賞を受賞。大賞は「喝采」が大逆転での受賞となった。歌唱の際、2番の歌いだしの一部を間違えている。なお、大賞受賞者のちあきには副賞として世界一周旅行が贈呈された。
最優秀歌唱賞は「あの鐘を鳴らすのはあなた」で和田アキ子が受賞。当時は大きなヒット曲ではなかったこともあり物議を醸す。受賞決定で興奮したのか沢田研二をステージまで引っ張って行った。歌っている最中に感動の涙でメイクが落ち「黒い涙」となった。
有力候補だった西城秀樹が選出外になるなど最優秀新人賞はレコ大の歴史で最も激戦といわれ、日本歌謡大賞の放送音楽新人賞の森昌子、三善英史に加えて、人気の高かった郷ひろみの争いになると予想されていたが、決選投票の末にセールス面で一歩リードしていた麻丘めぐみが受賞した。
視聴率は10.2P上昇し46.5%。史上初の40%台突破、レコ大全盛期の幕開け。
なおこの年の10月に、TBS夜のスポットタイムが4分から5分へと1分拡大されたため、この回から終了時刻が20:55と1分早くなった。

## 司会
- 高橋圭三 - 4度目の司会。
- 森光子
- 沢田雅美（司会補佐） - 2度目の司会。

### レポーター
帝国劇場インペリアル・ルーム（審査会場）
- 小川哲哉（TBSアナウンサー） - 2度目の担当。

銀座4丁目交差点
- 小鹿ミキ - 中継終了後に帝国劇場に戻ってから大賞受賞者のちあきなおみを祝福。ちあきとは番組での共演経験があり、受賞後に花束を贈呈した。
- 三遊亭円楽 - 小鹿同様、中継終了後に帝国劇場に戻ってから、大賞受賞者のちあきなおみを祝福。
- 林家こん平

沖縄・国際通り
- 上原京子（琉球放送アナウンサー）

## 演奏
- 長洲忠彦（指揮）
- 森寿男とブルーコーツ（第1部）
- 高橋達也と東京ユニオン（第2部）
- 新音楽協会
- 日本合唱協会

## 受賞作品・受賞者一覧

### 日本レコード大賞
- 「喝采」
  - 歌手:ちあきなおみ
  - 作詞:吉田旺
  - 作曲:中村泰士
  - 編曲:高田弘
  - レコード会社:日本コロムビア

### 最優秀歌唱賞
- 「あの鐘を鳴らすのはあなた」
  - 歌手:和田アキ子

### 最優秀新人賞
- 麻丘めぐみ（曲:「芽ばえ」）

### 歌唱賞
- 「瀬戸の花嫁」
  - 歌手:小柳ルミ子 - 前年の最優秀新人賞受賞者でもあり、プレゼンターとして最優秀新人賞の麻丘めぐみにブロンズ像を贈呈。
- 「夜汽車の女」
  - 歌手:五木ひろし - 2年連続2度目。
- 「許されない愛」
  - 歌手:沢田研二

### 大衆賞
- 「子連れ狼」
  - 歌手:橋幸夫 - 大賞と合わせると6年ぶり3度目。
- 「水色の恋」/ 「ひとりじゃないの」
  - 歌手:天地真理

### 新人賞
- 青い三角定規（曲:「太陽がくれた季節」）
- 郷ひろみ（曲:「男の子女の子」）
- 三善英史（曲:「雨」）
- 森昌子（曲:「せんせい」）

### 作曲賞
- 「どうにもとまらない」（歌:山本リンダ）/「涙」（歌:井上順）
  - 作曲:都倉俊一

### 編曲賞
- 「ハチのムサシは死んだのさ」（歌:平田隆夫とセルスターズ）
  - 編曲:土持城夫

### 作詩賞
- 「終着駅」（歌:奥村チヨ）
  - 作詩:千家和也 - 最優秀新人賞の麻丘めぐみに花束贈呈し、祝福（受賞曲の『芽ばえ』を作詞）。

### 特別賞
- 越路吹雪
- 石本美由起

### 企画賞
- 「日本歌唱大百科」
  - 歌手:ダークダックス
  - キングレコード(株)  - 5年ぶり3度目。

### 童謡賞
- 「ピンポンパン体操」（歌:杉並児童合唱団・金森勢）

## 観覧に訪れた著名人
- 北の富士勝昭（第52代横綱）-大賞受賞者のちあきなおみに花束を贈呈。受賞曲の「喝采」を歌唱後、ちあきを抱き上げた。
- 琴櫻傑將（大関）-夫人とともに来場し、インタビューを受けたほか、最優秀新人賞受賞者の麻丘めぐみに花束を贈呈。
- 柴田勲（読売ジャイアンツ外野手。この年のセ・リーグ盗塁王）-琴櫻同様夫人とともに来場し、インタビューを受けたほか、最優秀歌唱賞の和田アキ子に花束を贈呈。
- 坂東玉三郎（歌舞伎役者）- 前年も観覧に訪れていたことを明かし、いち押しの歌手に越路吹雪を挙げていたが、来場していないことを知り、残念がるひと幕を見せた。
- 佐久間良子（女優）

## ゲスト
- 中山律子（女子プロボウラー）-最優秀新人賞受賞者の麻丘めぐみに花束を贈呈。
- 森進一（前年の最優秀歌唱賞受賞者）-最優秀歌唱賞の和田アキ子にブロンズ像を贈呈。
- 輪島大士（大関）-最優秀歌唱賞受賞者の和田アキ子に菊の花束を贈呈した。
- 尾崎紀世彦（前年の大賞受賞者）-大賞受賞者のちあきなおみにブロンズ像を贈呈。
- 都はるみ・他

## TV中継スタッフ
- 指揮：長洲忠彦
- 演奏：森寿男とブルーコーツ、高橋達也と東京ユニオン、新音楽協会
- コーラス：日本合唱協会
- 踊り:ワールドダンサーズ、ポピーズ
- 殺陣:菊池剣友会
- 振付:浦辺日佐夫
- 音楽:半間巌一、長洲忠彦
- プロデューサー：高石昭年、砂田実、井田舒也
- 演出：小松敬
- 作・構成:保富康午、松原史明
- 舞台監督：
- 銀座中継スタッフ：石井浩、井原利一
- 沖縄中継スタッフ：黒島昭夫、安里禎夫
- 中継担当：西内綱一
- 製作協力：RBC
- 製作著作：TBS
- 主催：社団法人 日本作曲家協会、日本レコード大賞制定委員会、日本レコード大賞実行委員会